# Zuid-Amerikaanse hoornkikkers
Zuid-Amerikaanse hoornkikkers (Ceratophrys) zijn een geslacht van kikkers uit de familie Ceratophryidae. Er zijn acht soorten die voorkomen in tropisch Zuid-Amerika. Alle soorten leven in vochtige bossen en zijn bodembewoners.
Zuid-Amerikaanse hoornkikkers zijn zeer breed en vrijwel rond van vorm, ze hebben daarnaast een opvallend grote kop. Ze kunnen vrij groot worden en de grootste soorten bereiken een lichaamslengte van meer dan 20 centimeter. Ze eten relatief grote prooien en staan ook bekend als kannibalistisch. Hoornkikkers zijn opvallend opportunistisch en happen naar alles wat beweegt.
Zuid-Amerikaanse hoornkikkers komen vaak nog algemeen voor en staan niet bekend als bedreigd, dit in tegenstelling tot sommige andere groepen van kikkers. De kikkers zijn vrij bekend, de populariteit van de dieren als huisdier draagt hier aan bij. Sommige soorten worden in grote aantallen gekweekt.

## Naamgeving
De Nederlandstalige naam Zuid-Amerikaanse hoornkikkers slaat op het verspreidingsgebied en het feit dat meerdere soorten kleine hoornachtige structuren op de kop hebben. Ook in andere talen wordt een dergelijke naam gebruikt, zoals het Duitse Hornfrösche. In de Engelse taal worden de kikkers wel met Pacman frogs aangeduid, omdat ze op het videospelpersonage Pac-Man zouden lijken.
De soorten worden ook wel gewoon met hoornkikkers aangeduid. Er is echter ook nog een andere groep van kikkers die hoornkikkers wordt genoemd. Deze leven niet in Zuid-Amerika maar in Azië. Dit zijn de Aziatische hoornkikkers uit het geslacht Megophrys. Om verwarring te voorkomen is de naam Zuid-Amerikaanse hoornkikkers daarom gangbaar.

## Verspreiding en habitat
Zuid-Amerikaanse hoornkikkers komen voor in delen van de Nieuwe Wereld, in noordelijk Zuid-Amerika. De soorten komen voor in de landen Argentinië, Brazilië, Colombia, Ecuador, Frans-Guyana, Suriname, Guyana, Paraguay, Peru, Uruguay en Venezuela. De hoornkikkers komen alleen ten oosten van de Andes voor.
Alle soorten leven in vochtige bossen zoals regenwouden. De habitat bestaat uit de strooisellaag van het bos. Veel soorten leven tussen de bladeren en het mos op de bodem, waar ze niet opvallen.

## Uiterlijke kenmerken

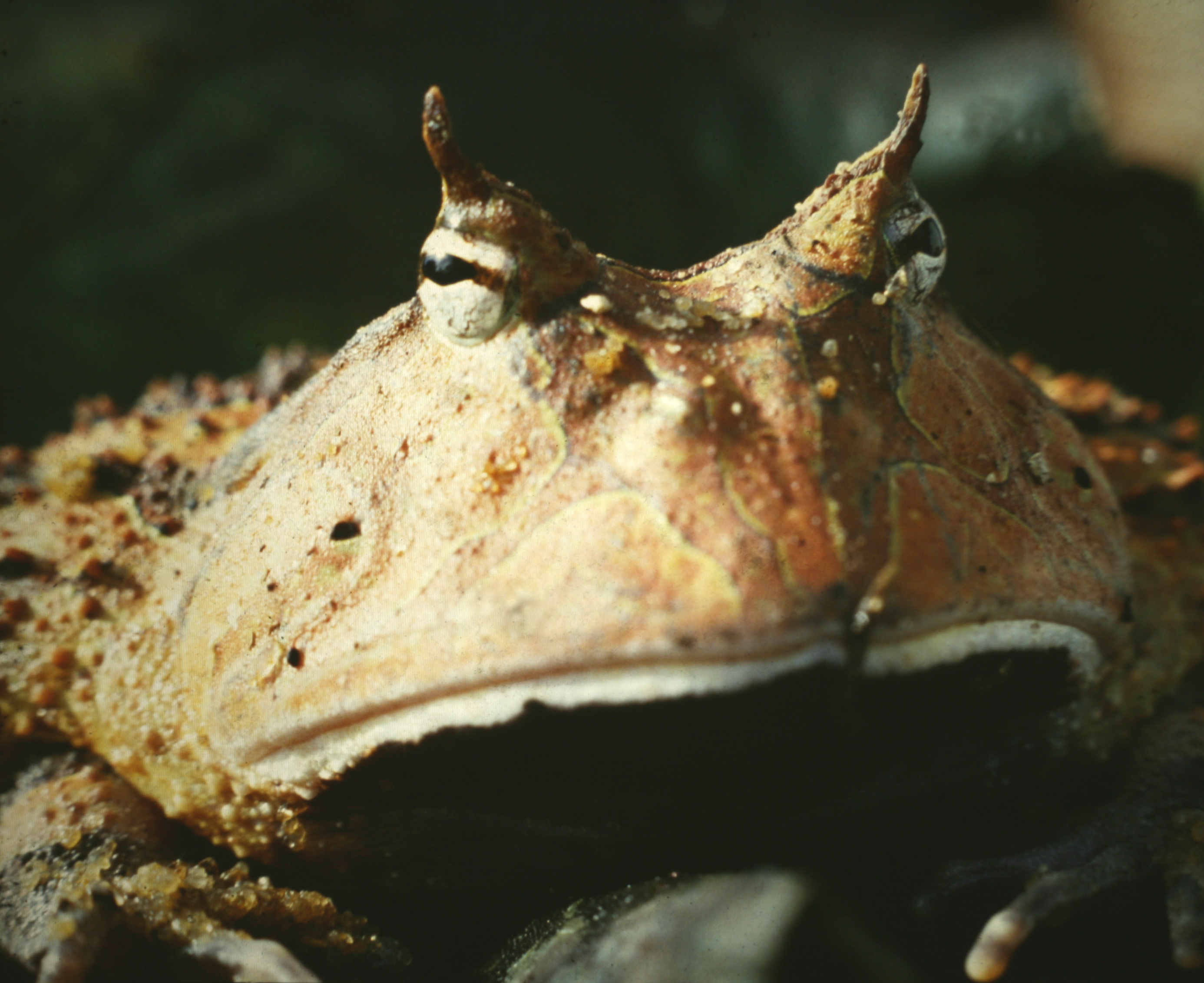
Kop van de Surinaamse hoornkikker (Ceratophrys cornuta) met duidelijke hoorntjes

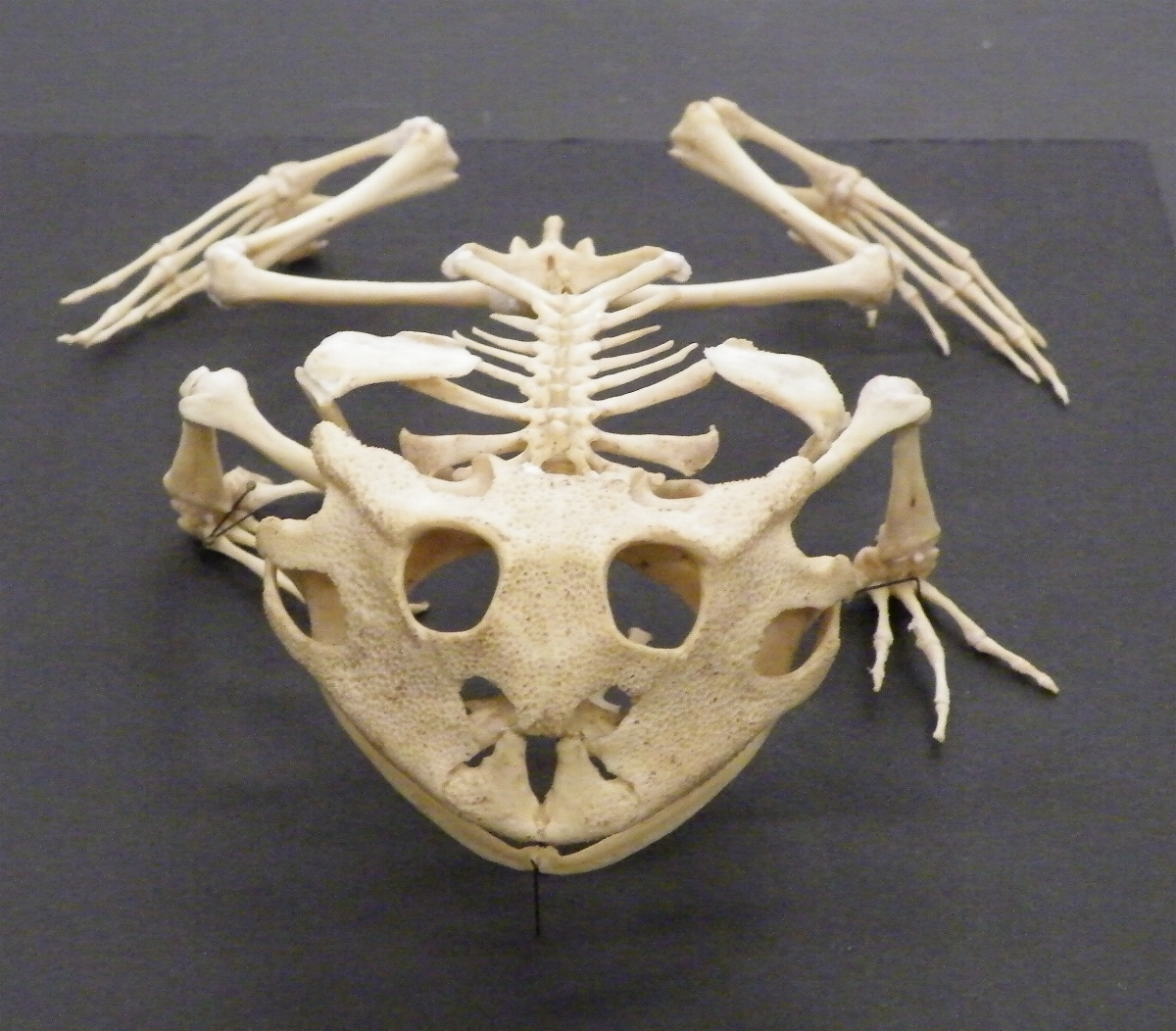
Skelet van Ceratophrys cornuta, met sterk vergrote schedel

Hoornkikkers hebben een dik lichaam met korte poten en een zeer grote en brede kop. Alle soorten lijken qua lichaamsbouw sterk op elkaar, maar de lichaamsgrootte lichaamsgrootte loopt uiteen van ongeveer 10 tot 20 centimeter.
De kop is veel hoger dan die van andere kikkers. Veel kikkers hebben een afgeplatte kop, waarbij de afstand tussen het oog en de kaakrand ongeveer hetzelfde is als de doorsnede van het oog. Bij de hoornkikkers is deze afstand twee tot drie keer de doorsnede van het oog.
De ogen zijn bij alle soorten zeer groot en puilen duidelijk uit boven de kop. De pupil is altijd horizontaal. Bij veel soorten draagt de bovenzijde van het ooglid een doornachtig uitsteeksel. Deze structuren worden weliswaar wel 'hoorns' genoemd, ze zijn echter niet verhard maar juist rubberachtig. Bij sommige soorten ontbreken deze hoorntjes volledig en bij andere soorten zijn ze vrij klein. De Surinaamse hoornkikker (Ceratophrys cornuta) daarentegen heeft duidelijke steelachtige vergroeiingen aan de bovenzijde van de ogen, die zo lang zijn dat ze wat naar voren hangen. De hoorntjes zijn bij de prachthoornkikker (Ceratophrys ornata) duidelijk minder ontwikkeld zijn. Een bijzonderheid van de hoornkikkers is het uiteinde van hun tong, deze heeft een hartvorm.
Hoornkikkers hebben een uitzonderlijk brede bek. De bek kan zelfs meer dan anderhalf keer zo breed zijn als de totale lichaamslengte. De kaken van de kikker zijn krachtig en als een prooi eenmaal is opgeslokt komt deze er niet meer uit. De bek bevat ook tanden die in de schedel geplaatst zijn. De tanden zijn alleen in de bovenkaak aanwezig en niet in de onderkaak. De tanden zijn versmolten met de kaakrand. De schedel is groot en de verschillende schedeldelen zijn met elkaar vergroeid.
De functie van de hoorns is niet geheel duidelijk; ze kunnen een secundair geslachtskenmerk zijn of een rol spelen in de camouflage. Ze dienen in ieder geval niet voor de verdediging aangezien de hoorns niet verhard zijn.
Hoornkikkers hebben een sterk padachtig uiterlijk en hebben een ruwe huid. Bij veel soorten zijn kleine wratachtige stekeltjes aanwezig over de gehele bovenzijde. De kleur is zeer variabel, veel soorten hebben bruine of groene kleuren, van de prachthoornkikker (Ceratophrys ornata) is bekend dat ook heldere rode tot oranje kleuren voorkomen. Veel soorten hebben duidelijk afgebakende vlekken die een landkaarttekening vormen. De buikzijde is altijd lichter tot wit van kleur, aan de buikzijde is de huid gegranuleerd, dat wil zeggen voorzien van kleine korrelige huidinsluitingen. Van de soort Ceratophrys aurita is bekend dat er een benig schild aanwezig is op de kop- en rugzijde die dient als bepantsering.
De kleuren dienen altijd ter camouflage, de felle kleuren van eerder genoemde soort vallen in de natuurlijke omgeving niet op. Dit komt omdat de vlekken het lichaam in verschillende vlakken verdeelt die niet overeenkomen met de lichaamsvorm. Hierdoor valt de kikker weg tegen de ondergrond. Als een hoornkikker rust is het lichaam vrijwel rond en doet meer denken aan een steen dan aan een kikker.
De vier poten zijn kort en de hoornkikkers zijn slechte springers. De voorpoten zijn wel krachtig, vooral bij de mannetjes, die ze in de voortplantingstijd gebruiken om een vrouwtje te omstrengelen. De mannetjes krijgen in de voortplantingstijd vergrote kussentjes aan de binnenzijde van de voorpoten. Deze worden de metatarsusknobbels genoemd en dienen voor een betere grip tijdens de amplexus ofwel de paarhouding. Ook worden ze gebruikt om grotere prooien in de keel te brengen, zie ook onder voedsel.

## Onderscheid met andere groepen

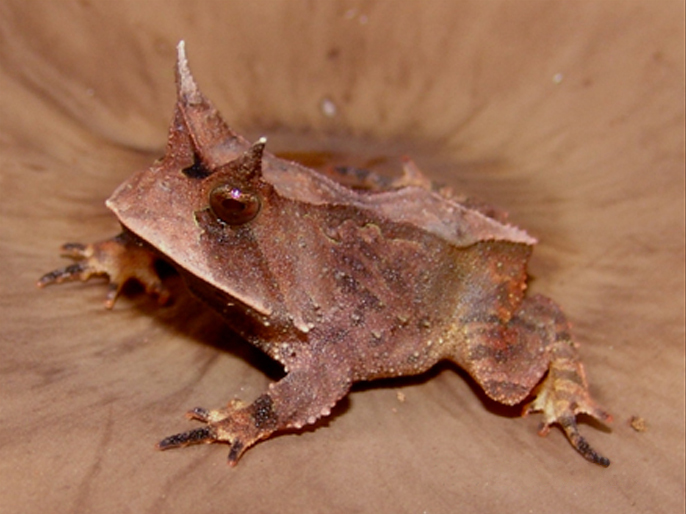
Proceratophrys boiei behoorde lange tijd tot het geslacht van de hoornkikkers.

Hoornkikkers zijn door hun hoog gewelfde schedel binnen Zuid-Amerika alleen te verwarren met de eveneens padachtige soorten uit het geslacht Proceratophrys. De soorten uit deze groep werden vroeger tot het geslacht van de hoornkikkers gerekend. Deze soorten hebben een gelijkend uiterlijk, maar het lichaam is vaak minder plomp en de 'hoorns' zijn vaak langer. Bij veel soorten is er tevens een hoornachtig uitsteeksel aanwezig aan de 'neus', helemaal aan de voorzijde van de snuit. Ook met de Megophrys- soorten zijn hoornkikkers te verwarren. Net als de Proceratops- soorten hebben deze kikkers allemaal een hoorntje op de neus. In het veld is deze laatste groep niet te verwarren aangezien ze in Azië voorkomen en niet in Zuid-Amerika.
Hoornachtige structuren komen soms voor bij kikkers uit andere groepen, zoals de bekbroeders uit het geslacht Rhinoderma. Deze hebben geen uitstekende delen op de wenkbrauwen maar bezitten een steelachtige vergroeiing van de huid aan de neus.

## Levenswijze

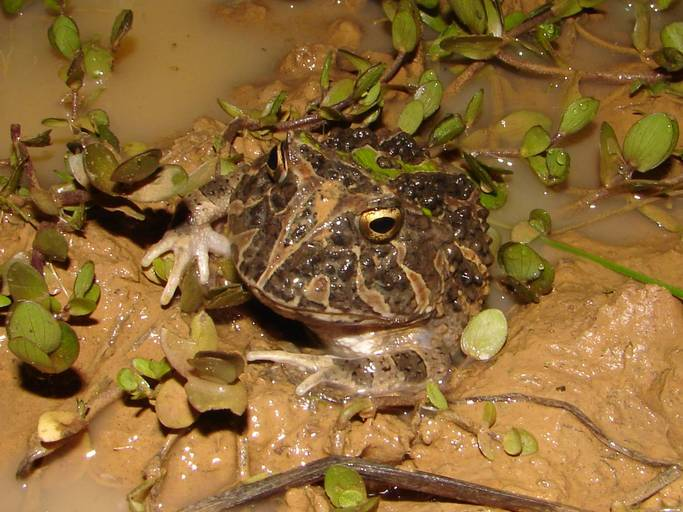
Ceratophrys calcarata

Hoornkikkers zijn strikte bodembewoners die zich ophouden in de strooisellaag. Ze zitten de hele dag stil en gaan nooit op zoek naar prooien. De kikker wacht tot er een prooi langskomt en hapt dan toe. Alleen na een regenbui kruipen de dieren over de bodem om nieuwe delen van de habitat te bezetten. Ook in de voortplantingstijd verplaatsen de dieren zich om een partner te zoeken voor de paring.
De kikkers zijn geen beste zwemmers, uit waarnemingen in gevangenschap blijkt dat ze in te diep water kunnen verdrinken.

### Voortplanting
Hoornkikkers planten zich voort in de lente. De mannetjes onderscheiden zich van de vrouwtjes doordat ze wat kleiner blijven en vaak bontere kleuren hebben. De mannetjes kwaken met hun kwaakblaas als ze op zoek zijn naar een vrouwtje. Alle soorten leggen eieren in het water en kennen net als de meeste kikkers een vrijzwemmend larvestadium. Hoornkikkers planten zich één a twee keer per jaar voort, per keer worden tot 5000 eieren afgezet.
De kikkervisjes zijn in tegenstelling tot die van de meeste kikkers roofzuchtig en eten andere kleine dieren, waaronder andere kikkervisjes.
Na ongeveer een jaar tot anderhalf jaar zijn de jonge kikkers volwassen.

### Voedsel en vijanden
Hoornkikkers staan bekend als zeer gulzig en zijn zo goed als onverzadigbaar. Hoornkikkers kunnen door hun zeer grote bek en hoge kop ook relatief grote prooien aan. De meeste kikkers eten voornamelijk insecten, maar het menu van een hoornkikker bestaat voornamelijk uit andere kikkers en kleine zoogdieren zoals muizen. Dergelijke prooien worden met behulp van de poten naar binnen gepropt, wat een opmerkelijk gezicht is. De kikkers vallen alles aan wat beweegt en maken ook andere dieren buit, variërend van kleine slangen, hagedissen en kleine vogels.
Van de prachthoornkikker (Ceratophrys ornata) is bekend dat de tenen soms gebruikt worden als lokaas om prooien te lokken. De tenen worden boven het lichaam verheven en bewogen zodat prooidieren worden misleid.

#### Vijanden en verdediging
Vijanden van de kikkers zijn verschillende slangen en rovende zoogdieren. De grote bek wordt ingezet bij de verdediging. Hoornkikkers zijn niet schuw en zullen niet vluchten bij gevaar. Hoornkikkers staan bekend als agressief, zelfs de kleine exemplaren bijten fel van zich af als ze worden aangeraakt. Ze deinzen er niet voor terug om naar de grootste vijanden te bijten. Zit een lichaamsdeel eenmaal in de bek dan is het lastig deze weer los te krijgen. De beet van de kikkers is namelijk zeer krachtig en is wel omschreven als een 'stalen klem'. Daarnaast hebben hoornkikkers tanden in de bovenkaak die ervoor zorgen dat alles wat in de bek wordt gebracht er niet meer uitkomt. In de streken waar de hoornkikkers van nature voorkomen worden ze gevreesd om hun beet en worden ze onterecht als giftig beschouwd. Wel kunnen de toegebrachte verwondingen tot infecties leiden. De lokale bevolking noemt de kikkers zelfs 'paardendoders' omdat ze een grazend paard in de lip zouden bijten waarna deze vergiftigd zou worden. Uiteraard is dit sterk overdreven, maar een groter exemplaar kan beter niet worden vastgepakt aangezien deze relatief grote tanden bezit en tevens zeer sterke kaakspieren heeft. Bij de mens kan een beet in de vingers verwondingen veroorzaken.

## In gevangenschap

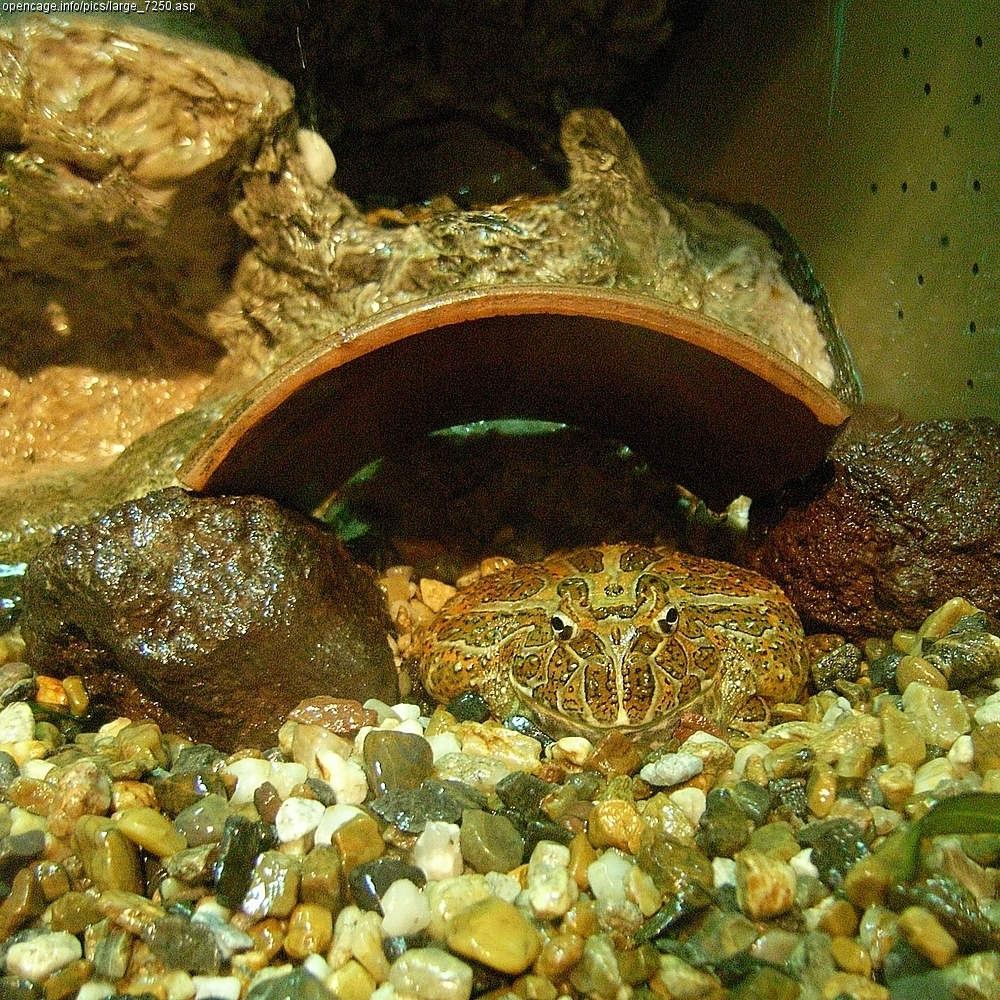
Ceratophrys cranwelli in een terrarium

Hoornkikkers zijn populair als exotisch huisdier. Dit komt omdat veel soorten nog algemeen voorkomen en bovendien erg gemakkelijk te houden zijn. Een aantal soorten heeft bijzonder bonte kleuren die als decoratief worden beschouwd. Voornamelijk de prachthoornkikker (Ceratophrys ornata) is populair – de soortnaam ornata betekent 'versierd' – en komt voor in diverse vormen, zoals de zogenaamde "High-red"-vorm, waarbij de kikker een diep rood uiterlijk heeft. Ook is er de "Dragon Wing" waarbij het dier een aparte rugtekening heeft die doet denken aan drakenvleugels. Van de soort Ceratophrys cranwelli zijn verschillende varianten te vinden, bijvoorbeeld de populaire "Albino", "Apricot" (abrikooskleurig), "Peppermint" (pepermuntgroen van kleur) en nog vele andere afwijkende kleurvarianten.
Ondanks het agressieve karakter zijn veel soorten redelijk hanteerbaar te krijgen. Men dient altijd rekening te houden met de sterke kaken en de scherpe tanden. De beet kan bijzonder pijnlijk zijn. Indien men gebeten wordt, houd de hand dan recht en probeer het dier niet af te schudden. Dit verergert de wond alleen maar en het dier zelf kan zware verwondingen oplopen. Houd het dier onder de lopende kraan met lauw tot koel water en vanzelf zal de beet verslappen en het dier zal uiteindelijk loslaten. De dieren moeten daarom ook nooit van voren worden benaderd, om te voorkomen dat het dier een vinger of hand aanziet voor een prooidier.
Hanteren is echter alleen aan te raden in gevallen waarin het niet anders kan. De dieren absorberen stoffen via hun poreuze huid. De huid van mensenhanden bevat soms allerlei stoffen waar wij zelf geen last van hebben maar het dier mogelijk wel. Als het dier toch gehanteerd moet worden kan het best gebruikgemaakt worden van handschoenen of de handen dienen gronden gewassen te zijn met water. Hierbij moet erop worden gelet dat de handen volledig vrij zijn van zeepresten of andere reinigingsmiddelen die mogelijk schadelijk zijn voor de kikker.
Zuid-Amerikaanse hoornkikkers hebben niet veel ruimte nodig, omdat ze nooit veel springen of zwemmen en juist het liefst de gehele dag stilzitten. De kikker is een hinderlaagroofdier, het dier graaft zich gedeeltelijk in, waarbij alleen het bovenste stuk van het lichaam boven de grond blijft. Het is een opportunistische jager en blijft soms uren of dagen aan een stuk op dezelfde plek zitten. Zodra er een prooidier voorbij komt wordt deze middels een snelle uithaal buitgemaakt. Ondanks het passieve gedrag van deze kikker is een terrarium van 50 bij 35 bij 25 centimeter (l x b x h) aan te raden vanwege de behoorlijke grootte die deze dieren, eenmaal volwassen, kunnen bereiken.

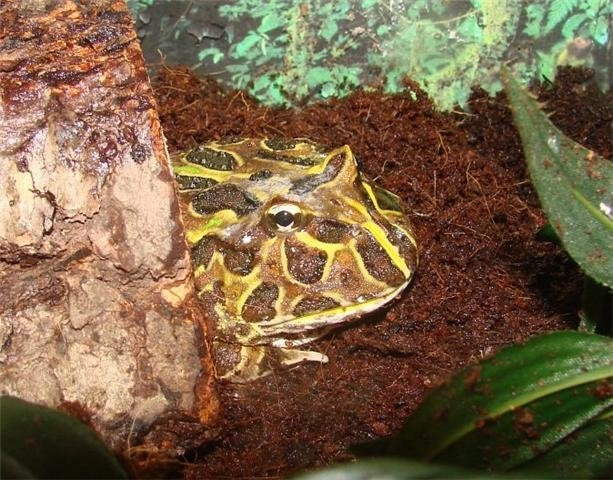
Kokosvezel is een geschikt substraat voor het terrarium.

Als substraat is geperste kokosvezel uitermate geschikt. De grond houdt goed vocht vast, wat belangrijk is voor deze kikkers. De vuistregel hier is "niet drijfnat, maar vochtige grond". Deze grond is bij diverse populaire discountzaken verkrijgbaar voor relatief weinig geld. De kokosvezel wordt vaak verkocht als "compacte potgrond", en bestaat vaak uit een samengeperst blok kokosvezel, dat men een half uur in een emmer met voldoende water kan laten staan. Na deze tijd heeft men vaak het dubbele volume aan grond, waarmee een laag gecreëerd kan worden van ongeveer zes tot zeven centimeter zodat de kikker zich gedeeltelijk of geheel kan ingraven.
De kikkers verdragen redelijk uiteenlopende temperaturen, maar hun voorkeuren gaan uit naar waarden tussen de 22° en de 29° Celsius. Verwarming kan geschieden door een warmtelamp te gebruiken, maar zorg er voor dat dit geen "spot" is, deze richten hun lichtstraal op een bepaalde plek en kunnen de kikker uitdrogen. Een geschikte warmtelamp heeft een laag vermogen gloeilamp en brengt de gehele omgevingstemperatuur omhoog. Een andere optie is een warmtemat, bij voorkeur wordt deze aan de zijkant van het terrarium geplaatst, dit omdat het een gravende kikker is en het dier weg moet kunnen van de warmte. Als men de warmtemat, mits met een laag vermogen en bij voorkeur met een thermostaat, toch onder het terrarium plaatst, zorg ervoor dat het altijd slechts een derde van het totale oppervlak beslaat, zodat het dier te allen tijde weg kan kruipen van de warmte, dit heet thermoregulatie, het zelf kunnen kiezen van de gewenste omgevingstemperatuur.
De luchtvochtigheid dient tussen de 60% en de 80% te worden gehouden. Dit kan bereikt worden door 1 à 2 keer daags met een plantenspuit te sproeien, of door een nevelinstallatie te kopen voor paludaria. Zorg ervoor dat er mogelijkheden zijn om de temperatuur en luchtvochtigheid te bewaken, middels temperatuur- en hygrometers. Zorg voor goede ventilatie, om schimmels en deregelijke te voorkomen. Dit kan bereikt worden door ventilatiestrips in het terrarium aan te brengen.
Indien de situatie van de kikker niet optimaal gehouden wordt, kan het dier in estivatie gaan, een "zomerslaap". Soms worden de dieren dan ten onrechte voor dood aangezien. Dit gebeurt als bijvoorbeeld het vochtigheidsniveau niet goed op peil wordt gehouden, of de temperatuur te hoog is. Het dier verhardt dan zijn opperhuid om het vocht in zijn lichaam te bewaren en kan in deze zogenaamde "cocon" van huid geruime tijd overleven. Als de omstandigheden beter worden voor het dier zal het zichzelf bevrijden en de resten opeten. Dit is een overlevingsmechanisme in tijden van droogte. Het is dus belangrijk dat de omstandigheden voor het dier optimaal gehouden worden.
Qua voedsel betreft zijn dit geen kieskeurige eters, diverse insecten zijn geschikt, zoals krekels, sprinkhanen, maar ook ongewervelden zoals regenwormen zijn geliefd. Ook rauw vlees wordt aangenomen. Als traktatie zijn wasmotlarven, meelwormen en de nestjonge ("pinky") muis geschikt. Traktatie wil zeggen sporadisch, omdat eerdergenoemde dieren veel vetten bevatten en wanneer in grote mate gevoerd, zorgen voor overgewicht en vetzucht. Gezondheid staat voorop bij de voeding van het dier, bepoeder daarom elke afwisselende voederbeurt de voederdieren met een multivitaminepoeder geschikt voor deze dieren. Jonge dieren kan men dagelijks 2 tot 3 kleinere prooidieren aanbieden, volwassen dieren 3 a 4 keer per week 3 tot 4 wat grotere prooidieren.
Nakweek is mogelijk, hiervoor is het wijselijk nadere literatuur te raadplegen, waarbij verder wordt in gegaan op het paargedrag, daar deze kikkers kannibalistisch kunnen zijn, en de verdere opkweek van de jonge kikkervissen. Nakweek wordt echter enkel aangeraden nadat men voldoende kennis en raad heeft ingewonnen om aan een dergelijke onderneming te beginnen. Mits goed verzorgd kunnen deze dieren een leeftijd bereiken van 6 tot 7 jaar, waarbij hogere leeftijden tot 15 jaar niet ongewoon zijn. De hoornkikker is door zijn bonte kleuren en afwijkende levenswijze ten opzichte van andere kikkers een apart dier om te verzorgen en is geschikt voor zowel ervaren als beginnende kikkerliefhebbers.

## Taxonomie en indeling
Zuid-Amerikaanse hoornkikkers werden voor het eerst wetenschappelijk beschreven door Maximilian zu Wied-Neuwied in 1824. Er worden acht verschillende soorten omnderscheiden. Vroeger was dit aantal hoger, tot een deel van de soorten werd afgesplitst naar een nieuw geslacht; Proceratophrys. Onder andere de soorten Proceratophrys appendiculata en Proceratophrys boiei behoorden vroeger tot Ceratophrys.
De soort Ceratophrys cranwelli is in 1980 voor het eerst wetenschappelijk werd beschreven. De naamgeving van de kikkers is veranderlijk, verschillende soorten zijn van soortnaam veranderd. Een voorbeeld is de soort Ceratophrys varia die tegenwoordig bekendstaat als Ceratophrys aurita.

### Soortenlijst
Onderstaand een overzicht van alle soorten. Weergegeven zijn de naam en het verspreidingsgebied, en de kleuren en vorm van de 'hoorntjes'.
| Lijst van soorten hoornkikkers   | Lijst van soorten hoornkikkers                                | Lijst van soorten hoornkikkers                                                 | Lijst van soorten hoornkikkers                                                                                      |
| -------------------------------- | ------------------------------------------------------------- | ------------------------------------------------------------------------------ | --- |
| Afbeelding                       | Naam                                                          | Verspreidingsgebied                                                            | Uiterlijke kenmerken                                                                                                |
|                                  | Ceratophrys aurita (Raddi, 1823)                              | Brazilië                                                                       | Bruin van kleur met een lichtere tot groene streep over de rug en kop. Duidelijke hoorntjes op de ogen.             |
|                                  | Ceratophrys calcarata (Boulenger, 1890)                       | Colombia en Venezuela                                                          | Bruin van kleur met donkere landkaarttekening. Korte hoorns boven de ogen.                                          |
|                                  | Ceratophrys cornuta (Linnaeus, 1758) – Surinaamse hoornkikker | Brazilië, Colombia, Ecuador, Frans-Guyana, Suriname, Guyana, Peru en Venezuela | Zeer variabel van kleur, bruin tot rood of groen. Duidelijk verlengde hoorns boven de ogen. Tot 12 centimeter lang. |
|                                  | Ceratophrys cranwelli (Barrio, 1980)                          | Argentinië, Bolivia, Brazilië en Paraguay                                      | Meestal groen met bruine vlekken. Geen hoorntjes boven de ogen.                                                     |
|                                  | Ceratophrys ornata (Bell, 1843) – Prachthoornkikker           | Argentinië, Brazilië en Uruguay                                                | Zeer felle kleuren mogelijk. Kleine hoorntjes boven de ogen.                                                        |
| Plaats uw zelfgemaakte foto hier | Ceratophrys stolzmanni (Steindachner, 1882)                   | Ecuador en Peru                                                                | Lichaamskleur groen met bruine vlekken. Hoorns boven de ogen zijn nauwelijks zichtbaar.                             |